# Mornand-en-Forez
Mornand-en-Forez là một xã trong tỉnh Loire miền trung nước Pháp.